# (10064) Hirosetamotsu
(10064) Hirosetamotsu – planetoida z pasa głównego asteroid okrążająca Słońce w ciągu 4 lat i 186 dni w średniej odległości 2,73 j.a. Została odkryta 31 października 1988 roku w obserwatorium w Chiyoda przez Takuo Kojimę. Nazwa planetoidy pochodzi od Tamotsu Hirose (ur. 1931), znanego obserwatora plam słonecznych. Przed nadaniem nazwy planetoida nosiła oznaczenie tymczasowe (10064) 1988 UO.